# 七左町
七左町（しちざちょう）は、埼玉県越谷市の町名。現行行政地名は七左町一丁目、および四丁目から八丁目。郵便番号は343-0851。

## 地理
埼玉県の東部地域で、越谷市の南部に位置する。新越谷駅の西部にあたり、住宅地や農地が混在している。北部を出羽堀が流れる。

## 歴史
- 1972年（昭和47年）11月1日 - 大字七左衛門の大部分と大字大間野の一部から七左町一丁目〜八丁目が成立。同日、大字七左衛門の一部が新川町および大間野町成立に伴い編入。
- 1988年（昭和63年） - 地内に出羽公園が開園する。
- 2016年（平成28年）11月26日 - 七左町二丁目・三丁目の町名を、新越谷一丁目・二丁目に変更。

## 世帯数と人口
2018年（平成30年）3月1日現在の世帯数と人口は以下の通りである。
| 丁目         | 世帯数    | 人口    |
| ------------ | --------- | ------- |
| 七左町一丁目 | 953世帯   | 2,294人 |
| 七左町四丁目 | 330世帯   | 821人   |
| 七左町五丁目 | 202世帯   | 476人   |
| 七左町六丁目 | 343世帯   | 869人   |
| 七左町七丁目 | 404世帯   | 985人   |
| 七左町八丁目 | 258世帯   | 623人   |
| 計           | 2,490世帯 | 6,068人 |

## 小・中学校の学区
市立小・中学校に通う場合、学区（校区）は以下の通りとなる。
| 丁目         | 番地 | 小学校               | 中学校               |
| ------------ | ---- | -------------------- | -------------------- |
| 七左町一丁目 | 全域 | 越谷市立大間野小学校 | 越谷市立武蔵野中学校 |
| 七左町四丁目 | 全域 | 越谷市立出羽小学校   | 越谷市立武蔵野中学校 |
| 七左町五丁目 | 全域 | 越谷市立出羽小学校   | 越谷市立武蔵野中学校 |
| 七左町六丁目 | 全域 | 越谷市立出羽小学校   | 越谷市立武蔵野中学校 |
| 七左町七丁目 | 全域 | 越谷市立出羽小学校   | 越谷市立武蔵野中学校 |
| 七左町八丁目 | 全域 | 越谷市立出羽小学校   | 越谷市立武蔵野中学校 |

## 交通

### 鉄道
地内に鉄道は敷設されていない。最寄り駅は新越谷駅または南越谷駅となっている。

### 道路
- 国道4号
- 埼玉県道161号
- 七左エ門通り

## 施設
- 出羽公園
- 越谷市立西体育館
- 越谷市出羽地区センター・公民館
- 七左町八丁目自治会館
- 出羽不動尊 三明院
- 観照院
- 稲荷神社
- 七左第一公園
- 七左第四公園